# Megumi Sakata
Megumi Sakata (坂田 恵?, Sakata Megumi; Ōzu, 18 ottobre 1971) è un'ex calciatrice giapponese di ruolo portiere.

## Carriera

### Club
Sakata è nata nel 1971 a Kumamoto. Dopo aver cominciato a giocare a calcio nella scuola della sua città, nel 1990 gioca al Nissan FC. Nel 1993, dopo lo scioglimento del suo club, si trasferisce al Prima Ham FC Kunoichi, dove rimane fino al 1996. In questo periodo, il club ha vinto il campionato nel 1995 e la Coppa dell'Imperatrice nello stesso anno. Dal 1999 al 2002 gioca al Tasaki Perule, in cui vince due Coppe dell'Imperatrice, nel 1999 e nel 2002.

### Nazionale
Nel dicembre 1989, Sakata è convocata nella Nazionale maggiore in occasione di una partita con il Nepal. Ha preso parte alla Coppa d'Asia di Hong Kong 1989 (terzo posto), Giappone 1991 (secondo posto), Malaysia 1993 (terzo posto) e Malaysia 1995 (secondo posto). Giocherà agli XI Giochi asiatici dove il Giappone vincerà la medaglia d'argento, al Mondiale 1995 e al Mondiale 1999. In tutto Sakata ha giocato 10 partite con la Nazionale nipponica.

## Statistiche

### Cronologia presenze e reti in nazionale
| Cronologia completa delle presenze e delle reti in nazionale ― Giappone | Cronologia completa delle presenze e delle reti in nazionale ― Giappone | Cronologia completa delle presenze e delle reti in nazionale ― Giappone | Cronologia completa delle presenze e delle reti in nazionale ― Giappone | Cronologia completa delle presenze e delle reti in nazionale ― Giappone | Cronologia completa delle presenze e delle reti in nazionale ― Giappone | Cronologia completa delle presenze e delle reti in nazionale ― Giappone | Cronologia completa delle presenze e delle reti in nazionale ― Giappone |
| Data                                                                    | Città                                                                   | In casa                                                                 | Risultato                                                               | Ospiti                                                                  | Competizione                                                            | Reti                                                                    | Note                                                                    |
| ----------------------------------------------------------------------- | ----------------------------------------------------------------------- | ----------------------------------------------------------------------- | ----------------------------------------------------------------------- | ----------------------------------------------------------------------- | ----------------------------------------------------------------------- | ----------------------------------------------------------------------- | ----------------------------------------------------------------------- |
| 24-12-1989                                                              | Hong Kong                                                               | Giappone                                                                | 14 – 0                                                                  | Nepal                                                                   | Coppa d'Asia 1989                                                       | -                                                                       |                                                                         |
| 9-9-1990                                                                | Pusan                                                                   | Corea del Sud                                                           | 0 – 5                                                                   | Giappone                                                                | Amichevole                                                              | -                                                                       |                                                                         |
| 29-9-1990                                                               | Pechino                                                                 | Giappone                                                                | 8 – 1                                                                   | Corea del Sud                                                           | Giochi asiatici                                                         | -                                                                       |                                                                         |
| 5-4-1991                                                                | Varna                                                                   | Giappone                                                                | 2 – 0                                                                   | Ungheria                                                                | Varna International Tournament                                          | -                                                                       |                                                                         |
| 1-6-1991                                                                | Fukuoka                                                                 | Giappone                                                                | 12 – 0                                                                  | Malaysia                                                                | Coppa d'Asia 1991                                                       | -                                                                       |                                                                         |
| 3-6-1991                                                                | Fukuoka                                                                 | Giappone                                                                | 10 – 0                                                                  | Singapore                                                               | Coppa d'Asia 1991                                                       | -                                                                       |                                                                         |
| 8-12-1993                                                               | Kuching                                                                 | Giappone                                                                | 4 – 0                                                                   | Hong Kong                                                               | Coppa d'Asia 1993                                                       | -                                                                       |                                                                         |
| 21-8-1994                                                               | Slovacchia                                                              | Giappone                                                                | 1 – 0                                                                   | Austria                                                                 | Slovakia International Tournament                                       | -                                                                       |                                                                         |
| 25-9-1995                                                               | Kota Kinabalu                                                           | Giappone                                                                | 6 – 0                                                                   | India                                                                   | Coppa d'Asia 1995                                                       | -                                                                       |                                                                         |
| 16-5-1996                                                               | Stati Uniti d'America                                                   | Stati Uniti                                                             | 4 – 0                                                                   | Giappone                                                                | US Open Cup                                                             | -                                                                       |                                                                         |
| Totale                                                                  |                                                                         | Presenze                                                                | 10                                                                      |                                                                         | Reti                                                                    | 0                                                                       |                                                                         |